# Peter Ainsworth
Peter Michael Ainsworth (Wokingham, 16 de noviembre de 1956 - 6 de abril de 2021) fue un político británico del Partido Conservador. Se desempeñó como miembro del Parlamento por East Surrey desde 1992 hasta 2010.
Después de su retiro de la política, Ainsworth fue nombrado presidente del Big Lottery Fund en el Reino Unido y, más tarde, presidente del Fideicomiso de Conservación de Iglesias.

## Primeros años
Hijo de un oficial naval, Ainsworth se educó en la Escuela Ludgrove en Wokingham, Bradfield College y Lincoln College en Oxford, donde se graduó en 1979, con una maestría en Literatura e Lengua Inglesa.
Al salir de la universidad se convirtió en investigador del exmiembro conservador del parlamento europeo, Sir John Stewart-Clark, y luego, en 1981, se convirtió en banquero mercantil. Trabajó como analista de inversiones para Laing & Cruickshank Investment Management (comprado por UBS en 2004) de 1981 a 1985, y luego en finanzas corporativas para S. G. Warburg & Co. (comprado por UBS en 1994) de 1985 a 1992, donde se convirtió en director entre 1990 a 1992.

## Carrera parlamentaria
Fue elegido concejal del distrito londinense de Wandsworth en 1986 y en las elecciones generales de 1992 fue elegido al Parlamento para la sede de East Surrey, sucediendo a Geoffrey Howe.
En 1994, Ainsworth se convirtió en el Secretario Privado Parlamentario (PPS) del Secretario Jefe del Tesoro, Jonathan Aitken, y en 1995 se convirtió en PPS del Secretario de Estado para el Patrimonio Nacional, Virginia Bottomley. John Major lo ascendió en 1996 a la Oficina de Whips. Cuando cayó el gobierno principal al año siguiente, permaneció como un látigo en la oposición y William Hague lo ascendió a subjefe de látigo.
El 5 de enero de 2010, Ainsworth anunció que se retiraría en las próximas elecciones generales. La mayoría conservadora en East Surrey era de 15.921 en 2005.

### Gabinete en la sombra
En 1998 ingresó al gabinete en la sombra, siguiendo al Departamento de Cultura, Medios de Comunicación y Deporte y desde 2001 al Departamento de Medio Ambiente, Alimentación y Asuntos Rurales. Ainsworth renunció a la banca delantera de Iain Duncan Smith por razones familiares en 2002.
Desde 2003 presidió el Comité Selecto de Auditoría Ambiental, antes de reincorporarse al Gabinete en la sombra bajo David Cameron en diciembre de 2005 como Secretario de Estado en la sombra para el Medio Ambiente, Alimentación y Asuntos Rurales. El cargo tuvo una importancia mayor dado el nuevo énfasis de los conservadores en las políticas ambientales bajo Cameron.
En marzo de 2006, Ainsworth estableció la posible nueva dirección de la política conservadora afirmando que "Lograr un mundo sostenible y combatir la amenaza del cambio climático requerirá algunas ideas realmente frescas y un pensamiento radical, "No podemos esperar enfrentar los desafíos de este siglo jugando con las estructuras y tecnologías que hemos heredado del pasado, y el concepto de Energía Descentralizada debe tomarse en serio". Ainsworth fue notable como el único miembro del gabinete en la sombra que votó en contra de la guerra en Irak
Ainsworth perdió su puesto en el gabinete en la sombra en la reorganización de enero de 2009 cuando Nick Herbert asumió el cargo de secretario de estado en la sombra de Medio Ambiente, Alimentación y Asuntos Rurales.

## Después del parlamento
En junio de 2011, Ainsworth fue nombrado presidente del Big Lottery Fund. Fue presidente del Fideicomiso de Conservación de Iglesias desde 2016 hasta su fallecimiento en 2021. Ainsworth fue miembro de la junta de la Agencia de Medio Ambiente y anteriormente fue presidente de la Fundación Elgar y de la organización benéfica de plantas silvestres Plantlife.

## Vida personal
Ainsworth se casó con Claire Burnett en Hatfield en 1981, con quien tuvo un hijo, Benny Ainsworth, que se convirtió en actor, y dos hijas.
Falleció en abril de 2021, a los 64 años.